# 내가 처음 너에게 던진 것은
내가 처음 너에게 던진 것은은 홍윤기가 1986년 12월 10일에 발간한 시집이다. 총 152페이지로 구성이 되어있고, <사랑이여>, <가을 편지>, <비둘기의 노래>, <수수깡 안경을 쓰고> 총 4개의 시가 담겨있다. 홍윤기 시인은『내가 처음 너에게 던진 것은』로 제 24회 한국문학상 시부문에 수상되었다.